# Харламова, Наталья Матвеевна
Наталья Матвеевна Харламова (15 сентября 1915, Смирново, Пермская губерния — 12 августа 1983, Дуброва, Курганская область) — свинарка совхоза «Уралец» Далматовского района Курганской области. Герой Социалистического Труда (1966).

## Биография
Наталья Харламова родилась 15 сентября 1915 года в крестьянской семье в деревне Смирново Широковской волости Шадринского уезда Пермской губернии, ныне село входит в Далматовский муниципальный округ Курганской области.
В 1929 году её родители вступили в колхоз «Труженик», организованный в деревне.
С 1931 года трудилась свинаркой, старшей свинаркой в совхозе «Уралец» Далматовского района, на свиноферме в деревне Дуброва. В 1936 году окончила сельскохозяйственные курсы, после чего была назначена бригадиром маточной свинофермы.
В 1942 году вступила в ВКП(б), в 1952 году партия переименована в КПСС.
Под её руководством коллектив из пятидесяти человек ежегодно перевыполнял план по выращиванию поросят. Бригада Натальи Харламовой, применяя передовые зоотехнические методы, ежегодно выращивала около 10—11 тысяч поросят, за что получила почётное звание «Бригада коммунистического труда».
Указом Президиума Верховного Совета СССР от 22 марта 1966 года за достигнутые успехи в развитии животноводства, увеличении производства и заготовок мяса и другой продукции удостоена звания Героя Социалистического Труда с вручением ордена Ленина и золотой медали «Серп и Молот».
Неоднократно участвовала во Всесоюзной выставке достижений народного хозяйства СССР в Москве, награждена четырьмя медалями выставки.
Многие годы она добросовестно исполняла обязанности члена парткома совхоза, была депутатом Далматовского районного Совета депутатов трудящихся и членом Далматовского райкома КПСС.
В 1970 году вышла на пенсию. 
Наталья Матвеевна Харламова скончалась 12 августа 1983 года в деревне Дуброва Уральцевского сельсовета Далматовского района Курганской области, ныне деревня входит в Далматовский муниципальный округ той же области.

## Награды
- Герой Социалистического Труда — указом Президиума Верховного Совета СССР от 22 марта 1966 года
  - Орден Ленина
  - Медаль «Серп и Молот»
- Медаль «За доблестный труд в Великой Отечественной войне 1941—1945 гг.», 1946 год
- Медали ВДНХ, четырежды
- Почётный гражданин деревни Дуброва Уральцевского сельсовета Далматовского района Курганской области, 1980 год

## Память
- В совхозе «Уралец» была учреждена премия имени Н.М. Харламовой, ежегодно вручавшаяся передовикам производства
- В 2012 году её именем назван избирательный участок № 315 Далматовского района[2][3].